# Kánon Star Treku
Kánon Star Treku je souhrn kanonického materiálu ve fiktivním prostředí Star Treku. Za součást kánonu jsou obvykle považovány všechny hrané oficiální televizní seriály (Star Trek (původní seriál), Star Trek: Nová generace, Star Trek: Stanice Deep Space Nine, Star Trek: Vesmírná loď Voyager, Star Trek: Enterprise a Star Trek: Podivné nové světy) a oficiální filmová série, čítající dosud 13 celovečerních filmů. Oficiální web Star Treku ale uznává, že toto pojetí není neměnné a jeho výklad je stále předmětem diskuzí.

## Seriály
V zásadě platí, že všechny oficiální televizní seriály Star Treku se považují za kánon, ačkoliv probíhaly diskuse v případě animovaného seriálu Star Trek (ten byl však v roce 2006 vydán na DVD a o rok později také zařazen do databáze na oficiálních stránkách). Tento přístup však neobjasňuje, které verze hraných seriálů jsou kánonem. Existují totiž dlouhé a krátké verze některých epizod. Například v 60. letech během vysílání původního seriálu byla délka epizod po odečtení času reklam 51 minut. Nedávno vydané epizody původního seriálu na DVD mají také 51 minut. Avšak od roku 2007 je vysílací čas v USA pro seriálové epizody 42 minut. Dosud se neřešilo, zda chybějících 9 minut z epizod TOS patří mezi kánon nebo ne. Obdobně při vysílání dvojnásobně dlouhých epizod ve dvoudílné verzi je nutné obětovat několik minut pro uvedení titulků u druhého dílu. A konečně v roce 2006 byl vydán původní seriál v digitálně upravené podobě, kde lze nalézt několik vizuálních odlišností oproti původní verzi. Ve všech případech nebylo sděleno žádné oficiální stanovisko ve věci kánonu těchto odlišností.
Aby to nebylo tak jednoduché, ví se o tom, že Gene Roddenberry byl, pokud šlo o kánon, jakýmsi revizionistou. Lidé, kteří s ním pracovali, si vzpomínají, že se kánonem zabýval nikoli seriál od seriálu či epizodu od epizody, ale bod po bodu. Když na něco změnil názor, nebo zjistil, že skutečnosti uvedené v jedné epizodě odporují něčemu, co považoval za důležitější v jiné epizodě, bez problému označil onu konkrétní informaci za nekanonickou.
Dalším faktorem, který komplikuje oddělení kánonu od ostatních informací, je skutečnost, že někteří autoři používají populární nekanonické prvky v kanonických epizodách. To je případ některých prvků, které se poprvé objevily v epizodě animovaného seriálu s názvem „Yesteryear“, např. The Forge a město ShiKahr, které se poté objevily v trojdílném příběhu seriálu Enterprise začínajícím epizodou „The Forge“ (Výheň).
Poslední problém představuje text, který se objevuje na rekvizitách, např. počítačových obrazovkách, ale není čitelný s výjimkou moderních HDTV vysílání. Přepis těchto textů lze často získat z „behind-the-scenes“ záběrů a rozhovorů. To vede k otázce, zda materiál, který je v epizodách, ale nelze ho jasně vidět, je kánonem. Ačkoli neexistuje obecná odpověď na tento problém, např. v případě biografických informací viditelných na displeji v epizodě „In a Mirror, Darkly“ (V zemi za zrcadlem) bylo jasně uvedeno, že nejde o kánon.

## Filmy
V roce 2013 byl stav takový, že všech 12 hraných Star Trek filmů se považuje za kánon. Ovšem podobně jako u seriálů není řečeno, která verze filmu se tím myslí. Není tedy známo, zda scény neuvedené v kinech, ale dostupné v režisérských verzích na DVD jsou kánonem. Příkladem je scéna odhalující, že postava Petera Prestona je synovec Scottyho ve filmu Star Trek II: Khanův hněv.
Problém komplikuje skutečnost, že Roddenberry údajně řekl, že filmy se mu nelíbí a „příliš je za kánon nepovažuje“. Neexistuje seznam, které filmy se Roddenberrymu nelíbily, nebo které jejich prvky považoval za nekanonické. Například encyklopedie Star Trek Chronology uvádí, že Roddenberry považoval některé prvky filmů Star Trek V: Nejzazší hranice a Star Trek VI: Neobjevená země za sporné, ale neuvádí, o co konkrétně šlo.
Nevyřešenou zůstává otázka bonusů na DVD, například vystřižených scén.

## Publikace

### Romány
Mnoho z původních románů vydaných Pocket Books se nepovažuje za kánon. To je pravidlo, které již na začátku stanovil Gene Roddenberry a které často opakovali jeho spolupracovníci.
Ale i toto pravidlo mělo výjimky. Dva romány z prostředí Voyageru napsané Jeri Taylorovou (spolutvůrkyní Voyageru), Mosaic a Pathways, které napsala brzy po začátku vysílání Voyageru a podrobně popisovaly pozadí jednotlivých hlavních postav seriálu, byly zamýšleny jako kánon a používány scenáristy při tvorbě epizod. Tyto dva romány jsou často uváděny jako výjimky pravidla, že „knihy nejsou kánon“. Přesto, některé informace z těchto románů nebyly nikdy v žádné epizodě použity a jejich status kánonu je nejasný.

### Novelizace
Novelizace epizod a filmů nejsou považovány za kánon. Jde opět o tradici založenou Genem Roddenberrym. Roddenberry napsal novelizaci filmu Star Trek: Film, obsahující mnoho doplňujících informací a nového materiálu, který ve filmu nebyl, např. odhalil, že žena, která zemřela při nehodě transportéru, byla Kirkova milenka. Ačkoli tento román zaplnil řadu mezer ponechaných ve filmu, Roddenberry údajně prohlásil, že by neměl být považován za kánon.

### Encyklopedie
Zvláštním případem jsou encyklopedické publikace, např. The Star Trek Encyclopedia, Star Trek Chronology, TNG Technical Manual, DS9 Technical Manual. Na rozdíl od románů a novelizací, nebyly nikdy tyto publikace označeny jako nekanonické a skutečnost, že byly oficiálně schválené Paramountem a poskytnuty scenáristům jako podklady, jim přiznává vysokou důvěryhodnost. Sám Roddenberry je považoval za součást „pozadí“ Star Treku. Ovšem dva umělečtí a techničtí poradci od dob Nové generace, Michael Okuda a Rick Sternbach, kteří jsou autory některých z těchto encyklopedií, považují svou práci za „poměrně oficiální“. Neprohlásili však tyto publikace nikdy přímo za kánon, což ponechává otázku otevřenou.
Ronald D. Moore, scenárista a koproducent Star Treku považuje tyto oficiální materiály za „spekulace“ a tvrdí, že autorský tým je nepovažuje za kánon. Nicméně Viacom, mateřská firma Paramountu, má, zdá se, opačný názor. V řadě postů na oficiálních fórech Star Trek webu uvádí Harry Lang, senior ředitel Viacomu, že rozhodně považuje encyklopedie za kánon.

### Ostatní publikace
Star Trek komiksy a časopisy nejsou považovány za kánon.

## Další materiál
Nic z toho, co je obsahem her na motivy Star Treku, zábavního centra Star Trek: Experience, fanouškovských produkcí a tvorby, se nepovažuje za kánon.

### Materiál schválený Roddenberrym
Vzhledem k rozsahu kontroly nad tvorbou, kterou Roddenberry vykazoval během prvních řad Star Treku, tvrdí někteří lidé, že pouze materiál schválený Roddenberrym by se měl považovat za kánon. To by však znamenalo, že kánonem není nic, co se Roddenberrymu nelíbilo, ani nic z toho, co bylo vytvořeno po jeho smrti (tj. 6 filmů a 3 seriály). Roddenberry však předem odmítl tento přístup a doufal, že Star Trek bude po jeho smrti pokračovat. Jelikož se s každou další generací zlepšoval, očekával, že lidé budou vnímat jeho skromné začátky právě jako počátek něčeho většího a lepšího. Roddenberry rozhodně nikdy nezamýšlel omezovat Star Trek pouze na svou vlastní tvorbu. Naopak měl zahrnovat i veškerou pokud možno lepší práci dalších generací.

### Klingonština
Klingonštinu poprvé vytvořil James Doohan (Montgomery Scott) pro film Star Trek: Film, a to jen v rozsahu několika slov. Později ji Marc Okrand rozvinul do skutečného jazyka, doplnil gramatikou a fonetikou, a dokonce vydal Slovník klingonštiny a vytvořil Klingonský jazykový institut. Orkrandova klingonština byla poté použita v několika dialozích, které se odehrály ve filmech a epizodách Star Treku. V rozporu s tím však Ronald D. Moore uvedl, že „zdali scenáristé používají klingonštinu tak, jak je uvedena v Marcově slovníku, je jejich věcí“ a že „považuje slovník za těžkopádný a obvykle považuje za jednodušší vytvářet jazyk foneticky“.